# Vitória Strada
Vitória Longaray Strada (Porto Alegre, 12 de outubro de 1996) é uma atriz e modelo brasileira.

## Biografia
Vitória nasceu no dia 12 de outubro de 1996, na cidade de Porto Alegre, capital do Rio Grande do Sul. Filha de Marisete Longaray Strada e Jorge Osmar Strada, ela deu início a sua carreira de modelo aos 12 anos, em 2008, trabalhando para marcas como Renner, Donna e Romanzza. Em 2014, ficou em segundo lugar no concurso Miss Mundo Brasil. Em 2015, foi aprovada no curso de Artes Cênicas pela UFRGS, e logo depois estreou em seu primeiro filme, o longa-metragem Real Beleza, interpretando Maria.

Em 2017, fez sua primeira aparição na televisão, interpretando Tayla em um episódio da série Werner e os Mortos. Ainda em 2017, ganhou destaque interpretando a protagonista Maria Vitória na novela das seis Tempo de Amar. Em 2018, protagonizou a novela das seis Espelho da Vida, interpretando Cris Valência e Julia Castelo. Em 2020, protagonizou ao lado de Deborah Secco e Juliana Paiva a novela das sete Salve-se Quem Puder, interpretando Kyra Romantini.
Em 2025, foi participante da vigésima quinta temporada do Big Brother Brasil, em dupla com seu amigo, Mateus Pires.

## Vida pessoal
Declarada bissexual, em março de 2019 Vitória começou a namorar com a atriz e diretora Marcella Rica, porém a relação só foi assumida publicamente em dezembro do mesmo ano. No dia 1 de janeiro de 2021, anunciaram que estavam noivas em uma publicação feita no perfil oficial de ambas no Instagram: "Tô noiva!", celebrou Vitória na postagem, mostrando sua aliança. Em julho de 2023, Vitória e Marcella anunciaram o fim do relacionamento.

Em outubro de 2024, a atriz assumiu namoro com o também ator Daniel Rocha.

## Filmografia

### Televisão

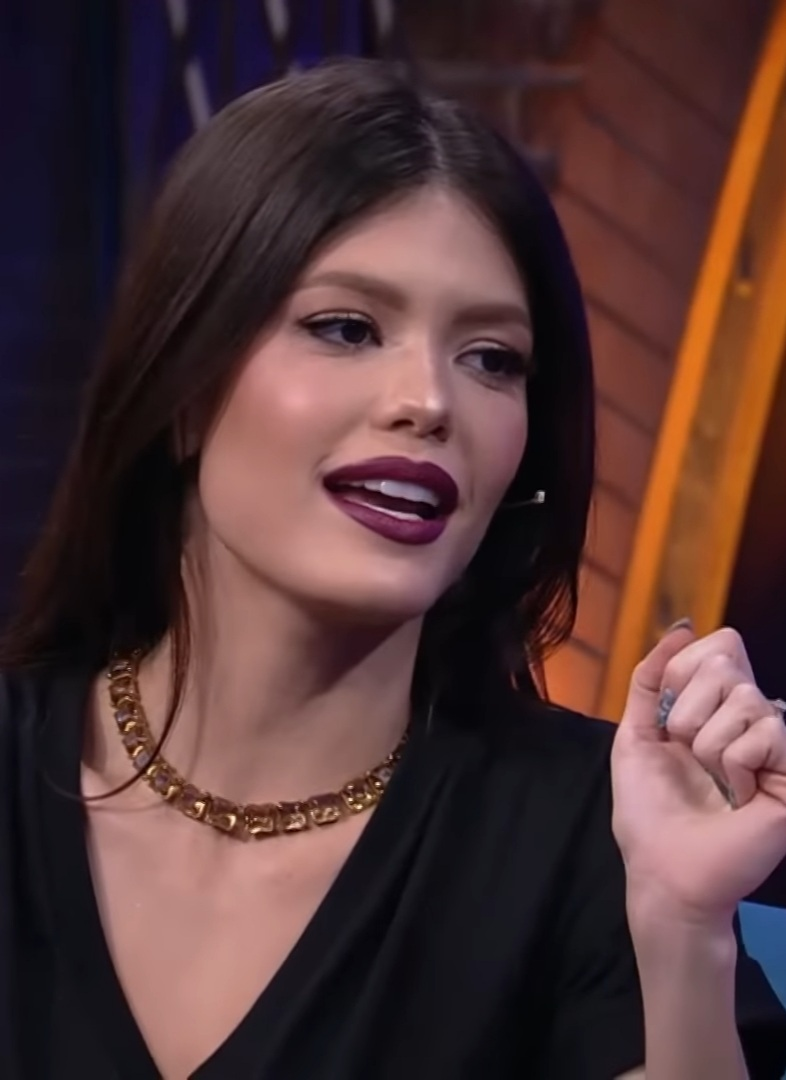
Vitória em 2022, no programa Lady Night

| Ano  | Título              | Personagem                                               | Notas                                   |
| ---- | ------------------- | -------------------------------------------------------- | --------------------------------------- |
| 2017 | Werner e os Mortos  | Tayla Domingues                                          | Episódio: "Match Point"                 |
| 2017 | Tempo de Amar       | Maria Vitória Correia Guedes / Maria do Céu              |                                         |
| 2018 | Espelho da Vida     | Cristina Muniz Valência (Cris) / Julia Castelo / Beatriz |                                         |
| 2020 | Salve-se Quem Puder | Kyra Romantini / Cleyde Ferreira                         |                                         |
| 2021 | Um Lugar ao Sol     | Ela mesma                                                | Episódio: "14 de dezembro"              |
| 2022 | Dança dos Famosos   | Participante (Vencedora)                                 | Temporada 19                            |
| 2024 | Fuzuê               | Delegada Rebeca Carvalho                                 | Episódios: "20 de fevereiro–1 de março" |
| 2025 | Big Brother Brasil  | Participante (4.º lugar)                                 | Temporada 25                            |

### Cinema
| Ano  | Título                | Personagem | Notas                      |
| ---- | --------------------- | ---------- | -------------------------- |
| 2015 | Real Beleza           | Maria      |                            |
| 2017 | O Filme da Minha Vida | Dançarina  | Participação               |
| 2025 | Recife Assombrado 2   | Isabel     |                            |
| 2025 | Covil                 | Clara      | Também produtora associada |

## Teatro
| Ano  | Título          | Personagem |
| ---- | --------------- | ---------- |
| 2023 | Abismo de Rosas | Lucinha    |

## Prêmios e indicações
| Ano  | Premiação                    | Categoria                                 | Recipiente                     | Resultado |
| ---- | ---------------------------- | ----------------------------------------- | ------------------------------ | --------- |
| 2017 | Melhores do Ano              | Atriz Revelação                           | Tempo de Amar                  | Indicada  |
| 2017 | Prêmio Contigo! Online       | Atriz Revelação                           | Tempo de Amar                  | Indicada  |
| 2017 | Prêmio Extra de Televisão    | Revelação Feminina                        | Tempo de Amar                  | Indicada  |
| 2017 | Melhores do Ano Minha Novela | Revelação                                 | Tempo de Amar                  | Indicada  |
| 2018 | Prêmio Extra de Televisão    | Melhor Atriz                              | Espelho da Vida                | Venceu    |
| 2018 | Prêmio The Brazilian Critic  | Melhor Atriz em Novela                    | Espelho da Vida                | Indicada  |
| 2019 | Prêmio Contigo! Online       | Melhor Par Romântico (com Rafael Cardoso) | Espelho da Vida                | Indicada  |
| 2020 | Prêmio Contigo! Online       | Casal do Ano                              | Vitória Strada e Marcella Rica | Venceu    |
| 2020 | Prêmio Área VIP              | Personagem do Ano                         | Salve-se Quem Puder            | Indicada  |
| 2020 | Melhores do Ano Minha Novela | Melhor Atriz de Novela                    | Salve-se Quem Puder            | Indicada  |
| 2021 | Prêmio Notícias da TV        | Ator ou Atriz de Novela                   | Salve-se Quem Puder            | Indicada  |
| 2021 | Prêmio Contigo! de TV        | Melhor Atriz de Novela                    | Salve-se Quem Puder            | Venceu    |
| 2021 | MTV Millennial Awards        | Eu Shippo                                 | Vitória Strada e Marcella Rica | Indicada  |
| 2021 | Prêmio TodaTeen              | Potência LGBTQIA+                         | Vitória Strada                 | Indicada  |
| 2025 | Prêmio Gshow                 | Entregou Tudo                             | Big Brother Brasil 25          | Venceu    |
| 2025 | Prêmio Gshow                 | Melhor Conexão                            | Big Brother Brasil 25          | Indicada  |
| 2025 | Prêmio Gshow                 | Figurinha de Milhões                      | Big Brother Brasil 25          | Indicada  |
| 2025 | Prêmio iBest                 | Reality Star                              | Big Brother Brasil 25          | Pendente  |
| 2025 | Prêmio iBest                 | Comportamento                             | Vitória Strada                 | Pendente  |
| 2025 | Prêmio iBest                 | Influenciador Rio Grande do Sul           | Vitória Strada                 | Pendente  |